# Orlando innamorato

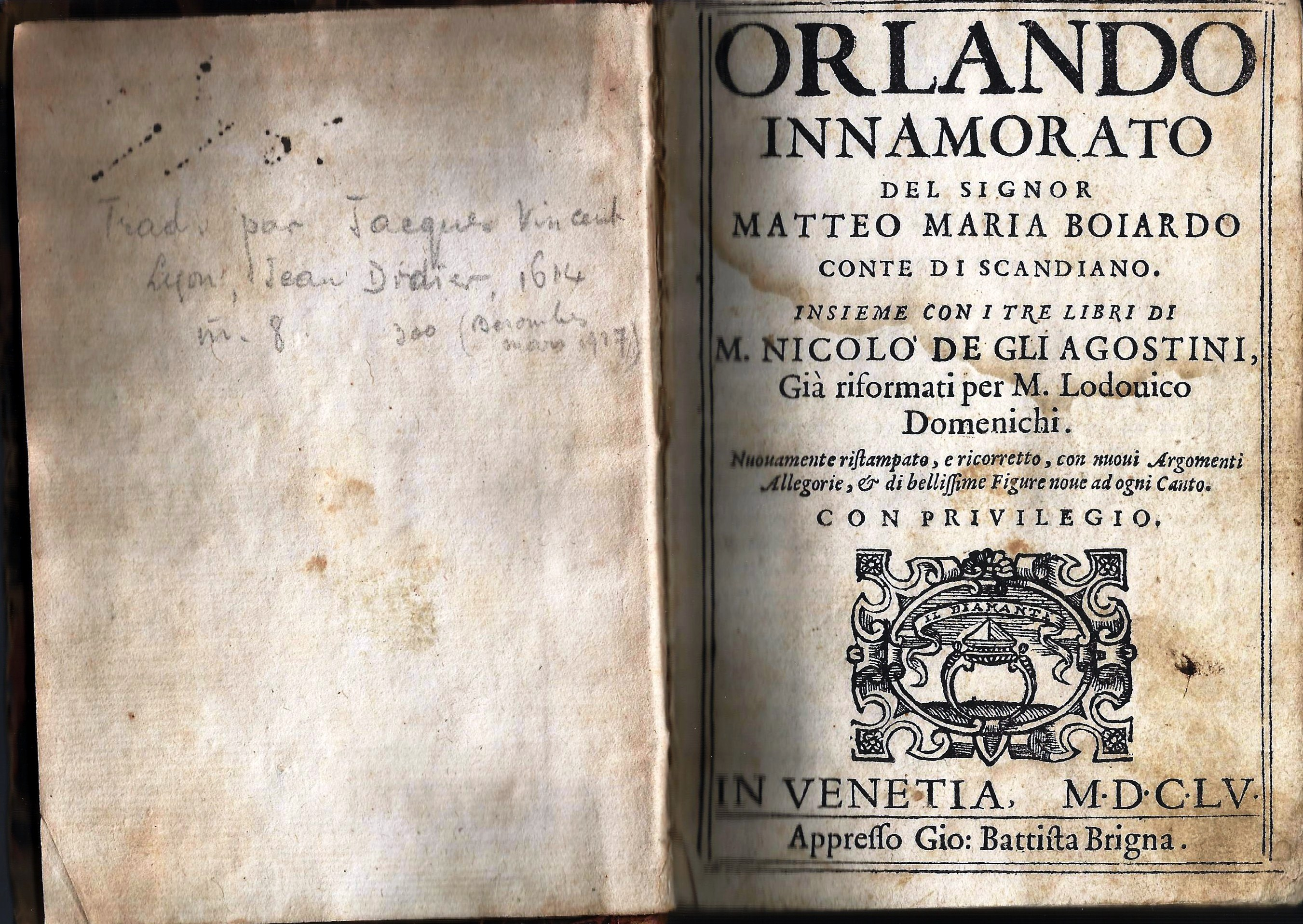
Edición de Baptista Brigna (Venecia, 1665).

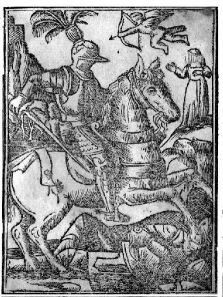
Orlando innamorato pintado por un artista anónimo (1495).

Orlando innamorato (Orlando enamorado) es un poema épico escrito por el autor renacentista italiano Matteo Maria Boiardo (1441–1494) en 1486. Es un romance que trata de los viajes del caballero heroico Orlando en el que parte de tradiciones épicas medievales tanto de tema carolingio (Cantar de Roldán), de tipo guerrero, como las de tema bretón o artúrico, de tipo más cortés y caballeresco. El poema está escrito en el ritmo estrófico llamado octava real.
El poema consta de tres libros, el último de los cuales quedó inconcluso por la muerte de Boiardo.
El protagonista del poema, Orlando (Roldán, caballero de la corte de Carlomagno), no es aquí un héroe épico que se dedique a guerrear y para el que el amor sea un elemento más, sino que con la estilización que da Boiardo al tema de Roldán, el amor es una forma de idealismo cortés, de caballería y de heroísmo. La belleza de la dama Angélica lleva a varios caballeros a ir tras ella, mientras se van sucediendo múltiples peripecias, muchas de carácter fantástico.
Las hazañas de Orlando se continuaron en el libro Orlando furioso, del italiano Ludovico Ariosto, en 1516. En castellano, los episodios relatados en el Orlando innamorato sirvieron como material inspirador para el libro de caballerías de Pedro López de Santa Catalina Espejo de caballerías.